# Wire (musikgrupp)

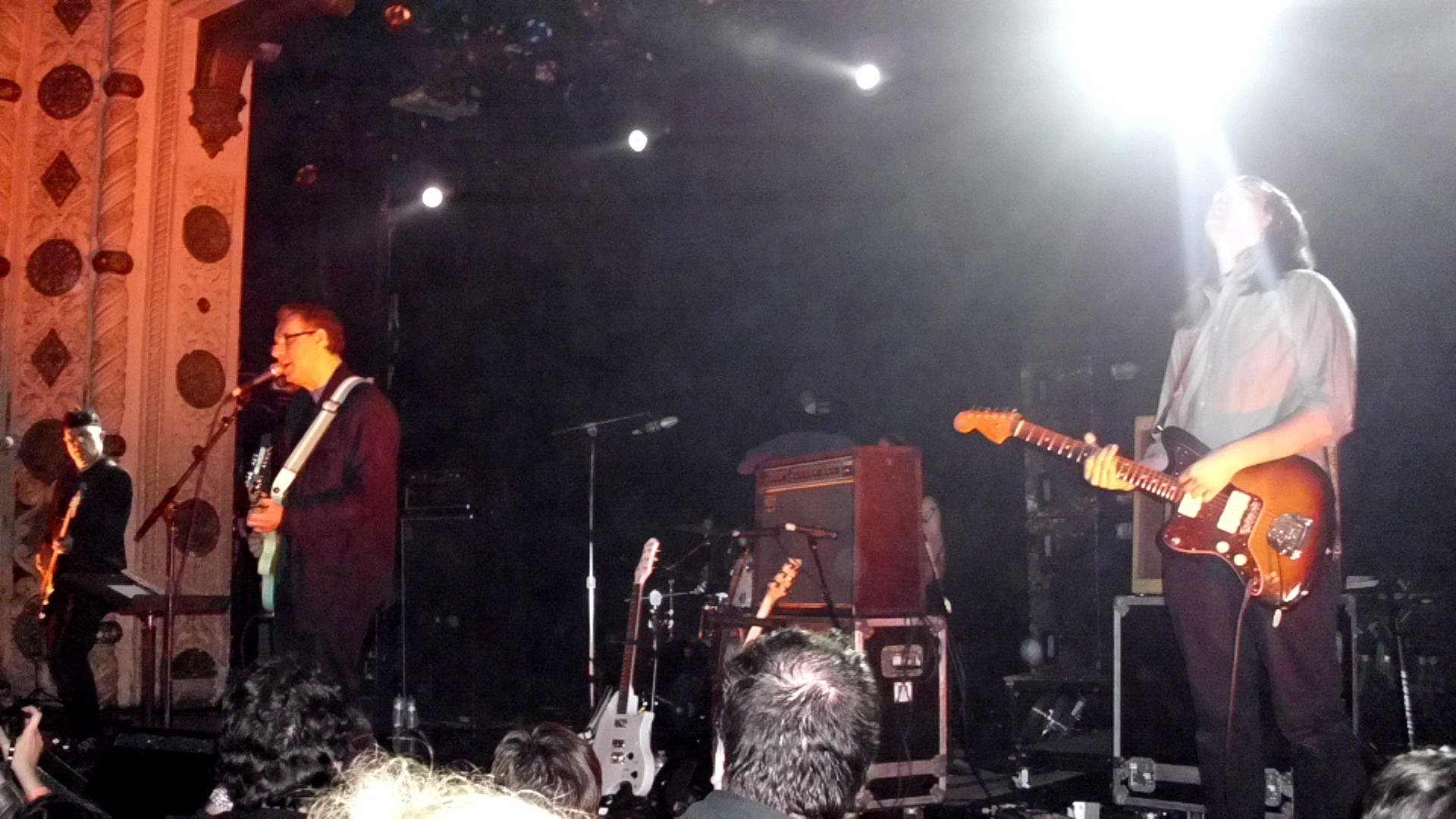
Wire, 2011.

Wire är en brittisk rockgrupp som bildades i London 1976. Gruppen bestod från början av Colin Newman (sång, gitarr), Bruce Gilbert (gitarr), Graham Lewis (bas), och Robert Gotobed (trummor). Gruppen räknades från början till den brittiska punkscenen, men kom snart att räknas som betydligt mer experimentell och en viktig grupp inom postpunken. Wire var aldrig en kommerisellt framgångsrik grupp, men räknas ändå som mycket inflytelserik.
Deras debutalbum , Pink Flag släpptes på Harvest Records 1977. Albumet är tydligt punkinspirerat, men är samtidigt minimalistiskt och musikaliskt varierat. Det innehåller flera låtar med under en minuts speltid. På deras andra album Chairs Missing är keyboards mer närvarande i ljudbilden. Efter det tredje albumet 154 upplöstes gruppen 1980, för att sedan återbildas 1985. De släppte ny musik igen från och med 1987. Efter albumet Manscape lämnade Gotobed, och i och med detta kortade bandet en period sitt namn till Wir. Gotobed  var dock tillbaka i gruppen år 2000. 2004 lämnade Bruce Gilbert gruppen för att fokusera på soloprojekt. De övriga tre har varit fortsatt aktiva in på 2010-talet med Matt Simms som gitarrist sedan 2010.

## Diskografi
- - Pink Flag (1977)
  - Chairs Missing (1978)
  - 154 (1979)
  - The Ideal Copy (1987)
  - A Bell Is a Cup (1988)
  - IBTABA (1989)
  - Manscape (1990)
  - The Drill (1991)
  - The First Letter (1991)
  - Send (2003)
  - Object 47 (2008)
  - Red Barked Tree (2010)
  - Change Becomes Us (2013)
  - Wire (2015)
  - Nocturnal Koreans (2016)
  - Silver/Lead (2017)
  - Mind Hive (2020)
  - 10:20 (2020)